# Nuno Crato
Nuno Crato, född 1952 i Lissabon, är en portugisisk matematiker och statistiker. Han var utbildningsminister mellan 2011 och 2015.
 
Nuno Crato har bott och arbetat i Lissabon, på Azorerna och i USA.

Han har varit lärare vid Stevens Institute of Technology och New Jersey Institute of Technology.
Sedan 2000 är han lärare vid Lissabons Tekniska Universitet.